# Julius Sarkodee-Addo
Julius Sarkodee-Addo (* 8. September 1908; † Januar 1972 in Accra) war der zweite Chief Justice im unabhängigen Staat Ghana. Seine Amtszeit verlief zwischen 1964 und 1966 während der ersten Republik Ghanas unter Präsident Kwame Nkrumah. Sarkodee-Addo folgte Sir Kobina Arku Korsah im Amt und wurde nach seiner Entlassung aus dem Amt im Februar 1966 durch Edward Akufo-Addo ersetzt. Sarkodee-Addo wurde durch Kwame Nkrumah in das Amt des obersten Richters Ghanas (Chief Justice) ernannt.
Sarkodee-Addo wurde am 24. Februar 1966 nach dem Militärputsch des National Liberation Council (NLC), der zum Sturz von Nkrumah führte, aus dem Amt entlassen.